# Parc Onze de Setembre
El parc Onze de Setembre és un espai verd urbà del barri de La Plana (Esplugues de Llobregat), inaugurat el 1978 i batejat formalment el 1980 en commemoració de la Diada de l'Onze de Setembre. Des de la seva obertura el parc inscriu la celebració institucional de la Diada i altres actes cívics del municipi.

## Història
L'origen del parc es troba en el Pla parcial de la Plana (juny de 1972), que reservava una gran zona verda com a compensació per la construcció dels tres blocs residencials anomenats Torres Símbol. L'espai es va començar a enjardinar el 1978, un cop acabada l'edificació i la urbanització del sector, i es va dotar del nom actual el 1980.
El parc acull anualment l’ofrena floral i l’acte institucional de la Diada Nacional de Catalunya. El 2014 s’hi va erigir un monòlit commemoratiu amb una placa de ceràmica obra del taller local Escola de Ceràmica «La Rajoleta»; el 2018 s’hi va afegir una placa en record de les víctimes locals de la violència masclista.

## Descripció
El Parc Onze de Setembre ocupa 4.203 m² repartits en tres nivells o terrasses diferenciats:
- Plaça superior: àrea de trobada pavimentada, flanquejada per tipuanes (Tipuana tipu) que donen ombra a l’amfiteatre natural.
- Zona central: eix enjardinat amb parterres i parterres lineals que connecta els dos extrems del parc.
- Franja inferior: espai verd més arbrat i fresc amb camins de sauló i bancs.

El parc limita al nord amb l’avinguda de Cornellà i al sud amb els carrers Manuel de Falla i Josep Irla, que ofereixen els tres accessos principals (l’entrada de Josep Irla és mitjançant escales).

## Vegetació
A part de les tipuanes, destaquen exemplars d'alberi de Judea (Cercis siliquastrum) a prop de la zona infantil, lledoners (Celtis australis), moreres, pins i matolls mediterranis de sotabosc.

## Equipaments i serveis
- Àrea de jocs infantils i sorral
- Font d’aigua potable
- Bancs i zones d’estada
- Il·luminació nocturna